# Henri Siméon
Pour les articles homonymes, voir Siméon.
Henri, comte Siméon, né le 16 octobre 1803 à Florence et mort le 21 avril 1874 à Paris, est un homme politique et homme d’affaires français, qui fut le premier président de la Compagnie générale des eaux.

## Biographie
Fils de Joseph-Balthazar, pair de France, et petit-fils de Joseph Jérôme Siméon, il étudia le droit et entra au conseil d'État en 1826. Partisan de la monarchie de Juillet, il la servit comme préfet des Vosges en 1830, du Loiret en 1835 et de la Somme en 1840, et fut appelé en 1842 par Humann à la direction générale des tabacs. Contre l'avis de Louis-Philippe, il parvint à introduire la cigarette en France. Son succès rallia les opposants rapidement en raison des rentrées importantes dans les caisses de l'État.
Il fut élu, le 10 juin 1843, député du 4e collège des Vosges (Remiremont). Il prit place, au centre, compta parmi les soutiens les plus zélés du pouvoir et opina avec la majorité conservatrice pour l'indemnité Pritchard. Il fut réélu, le 1er août 1846, soutint la politique de Guizot, et fut rendu à la vie privée par la révolution française de 1848.
Le 10 mars 1850, le département du Var ayant à donner un successeur à Alexandre Ledru-Rollin, condamné par la Haute cour de Versailles pour sa participation à l'affaire du 13 juin 1849, Siméon, désigné comme candidat par les monarchistes, fut élu représentant de ce département.
Il se rallia au parti de l'Élysée, approuva le coup d'État de 1851, et fut compris le 26 janvier 1852, dans la première promotion de sénateurs. Il opina, pendant toute la durée du règne, conformément aux vœux du pouvoir, et quitta la vie politique en 1870.
Le 13 novembre 1852, il préside à la fusion des chemins de fer Lyon-Méditerranée qui sera homologué par décret de Napoléon III le 22.
En 1853, il dirige les travaux de la Commission des embellissements de Paris et réalise les plans de Paris qui serviront de base aux travaux d’Haussmann. Les plans établis sous sa direction serviront de schéma directeur aux travaux du Second Empire à Paris.
Il prend part alors à la fondation de la Compagnie générale des eaux qu’il présidera jusqu’à l’éclatement du scandale Mirès. Avec plus de 20 millions de Francs-or de capital, la société obtient rapidement le contrat de Lyon puis rachète la société des eaux de la banlieue parisienne fondée par le banquier Hottinguer.
En 1853, il avait pris la présidence du Conseil de surveillance de la Caisse Centrale des Chemins de Fer en remplacement de Millaud. C’est la raison pour laquelle, en 1861, il se trouva impliqué dans les poursuites dirigées contre Mirès ; déclaré civilement responsable par le tribunal de première instance de Paris et par la cour impériale de la Seine, il fut acquitté par l'effet de la réhabilitation de Mirès (avril 1862).
Pendant sa « retraite forcée » après l’affaire Mirès, il rédige une traduction en vers des œuvres d'Horace.

### Vie familiale
Il épouse Laure Camille Seillière, fille du baron François-Alexandre Seillière, banquier à Paris, et de Camille Sophie Gibert, elle-même fille du banquier Guillaume-Toussaint Gibert, régent de la Banque de France, et de Victoire Félicité Fontenilliat.
Ils eurent deux enfants :
- Edgar Siméon, né en 1828, marié en premières noces à Olympe de Palézieux-Falconnet (1828-1854).
- Alix Siméon, née en 1829, qui épousa le comte Raoul Godart de Belbeuf (1825-1870).

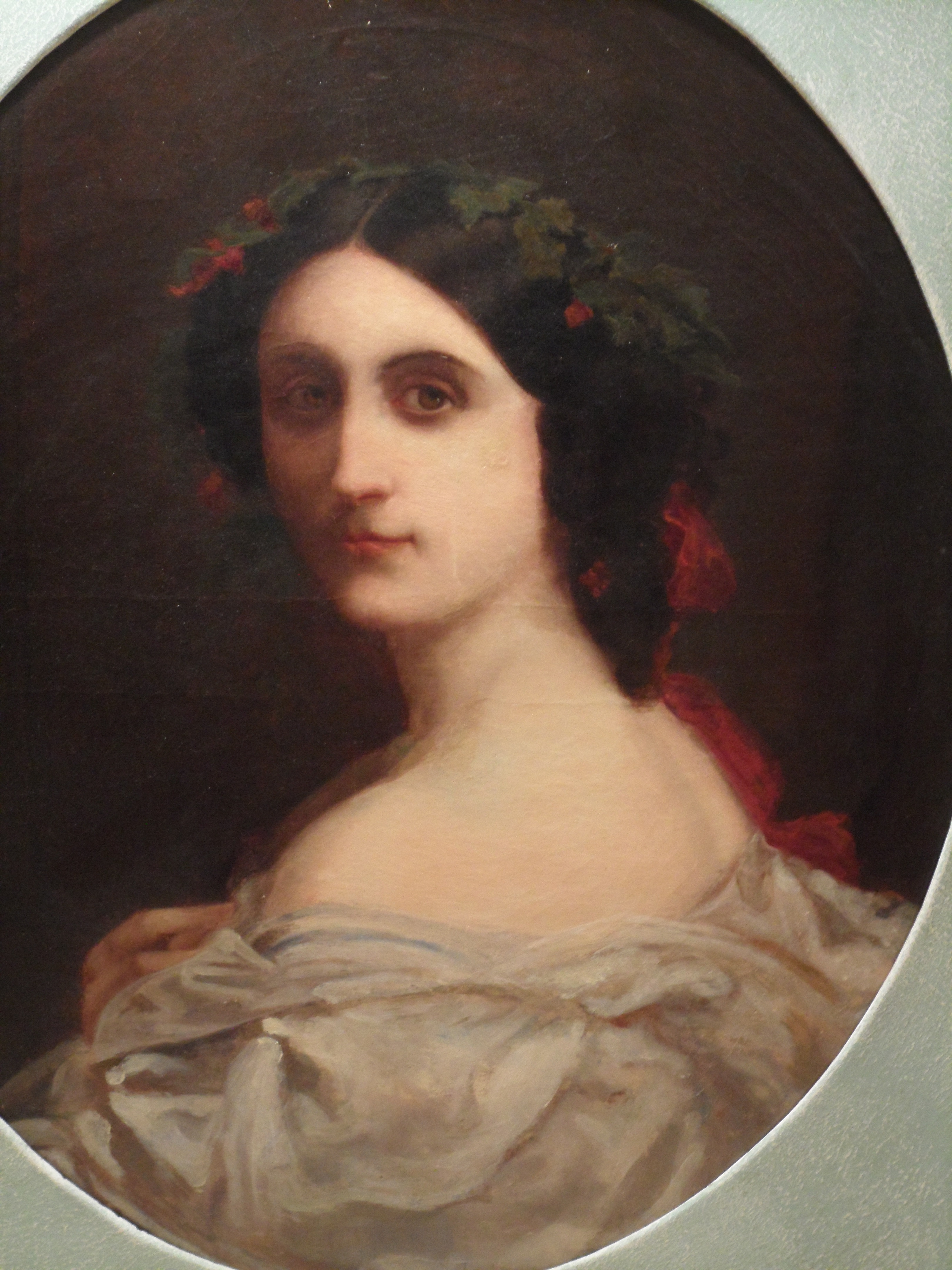
Alix Siméon, comtesse de Belbeuf, épouse de Raoul Godart de Belbeuf.

## Distinctions
- Commandeur de la Légion d'honneur (27 avril 1845)
- Commandeur de l'ordre de Charles III
- Commandeur de l'ordre de Saint-Grégoire-le-Grand